# Gnophos bicolor
Gnophos bicolor là một loài bướm đêm trong họ Geometridae.